# Clypeostoma reticulatum
Clypeostoma reticulatum is een slakkensoort uit de familie van de Chilodontaidae. De wetenschappelijke naam van de soort is voor het eerst geldig gepubliceerd in 2012 door Herbert.